# 8 tháng 6
Ngày 8 tháng 6 là ngày thứ 159 (160 trong năm nhuận) trong lịch Gregory. Còn 206 ngày trong năm.

## Sự kiện
- 68 – Viện nguyên lão tuyên bố Galba là hoàng đế.
- 218 – Quân Lê dương ủng hộ Elagabalus giành thắng lợi trước quân của Hoàng đế La Mã Macrinus trong trận chiến gần Antioch thuộc Syria ngày nay, Elagabalus tuyên bố đây là ngày khởi đầu triều đại của mình.
- 907 – Hậu Lương Thái Tổ phong cho Vũ An tiết độ sứ Mã Ân tước hiệu Sở vương, khởi đầu nước Sở thời Ngũ Đại Thập Quốc.
- 1948 – Chiếc xe Porsche đầu tiên, mẫu 356 "No. 1", chính thức ra mắt, đánh dấu bước khởi đầu của một thương hiệu xe hơi thế giới.
- 1949 – Tiểu thuyết Một chín tám tư của nhà văn người Anh George Orwell được phát hành tại Luân Đôn.
- 1951 - Thành lập Air Viet Nam, hàng không dân dụng đầu tiên của Việt Nam.
- 1956 – Lâm Hữu Phúc kế nhiệm chức vụ thủ hiến của Singapore sau khi người tiền nhiệm David Marshall thất bại trong đàm phán tự trị với Anh.
- 1969 - Tổng thống Hoa Kỳ Richard Nixon tuyên bố đợt rút quân đầu tiên 25.000 lính Mỹ khỏi Việt Nam.
- 1972 – Chiến tranh Việt Nam: Nhiếp ảnh gia Nick Út chụp bức ảnh về một trẻ em chạy trên đường sau khi bị bỏng do bom napalm, bức ảnh sau đó đoạt giải Pulitzer.
- 1984 – Đồng tính luyến ái được tuyên bố hợp pháp tại bang New South Wales, Úc.
- 1988 - Ngoại trưởng Liên Xô Eduard Shevardnadze tuyên bố trước Liên hiệp quốc rằng Liên Xô sẵn sàng ngừng vĩnh viễn các vụ thử vũ khí hạt nhân nếu như Hoa Kỳ cũng đồng ý làm như vậy.
- 1992 - Hội nghị thượng đỉnh Trái Đất tại Rio de Janeiro, Brasil thông qua việc thành lập một cơ chế mới của Liên hiệp quốc nhằm giám sát việc tuân thủ các hiệp ước về môi trường.
- 2008 – Một nam giới lái một xe tải đâm vào một đám đông người đi bộ ở quận Akihabara, Tokyo, Nhật Bản, sau đó đâm ít nhất 12 người trước khi bị bắt giữ.
- 2021 – Các nhà lập bản đồ của National Geographic Society (Hiệp hội Địa lý Quốc gia Mỹ) đã chính thức công nhận Nam Đại Dương.

## Sinh
- 862 - Hoàng đế Đường Hy Tông ở Trung Quốc(mất 888)
- 1030 - Thân Cảnh Phúc, phò mã nhà Lý (m. 1077)
- 1552 - Gabriello Chiabrera, nhà thơ Ý (mất 1638)
- 1625 - Giovanni Domenico Cassini, nhà toán học và thiên văn học người Ý gốc Pháp (mất 1712)
- 1671 - Tomaso Albinoni, nhà soạn nhạc người Ý (mất 1751)
- 1717 - John Collins, chính trị gia Mỹ, Thống đốc thứ ba của tiểu bang Rhode Island (mất 1795)
- 1724 - John Smeaton, kỹ sư người Anh, thiết kế cầu Coldstream và Perth (mất 1794)
- 1745 - Caspar Wessel, nhà toán học người Na Uy gốc Đan Mạch, chuyên vẽ bản đồ (mất 1818)
- 1757 - Ercole Consalvi, giáo chủ người Ý (mất 1824)
- 1810 - Robert Schumann, nhà soạn nhạc người Đức và nhà phê bình (mất 1856)
- 1829 - John Everett Millais, nhà họa sĩ vẽ tranh minh họa người Anh (mất 1896)
- 1831 - Thomas J. Higgins, trung sĩ người Mỹ gốc Canada, người nhận huy chương danh dự ở Mỹ (mất 1917)
- 1842 - John QA Brackett, luật sư và chính trị gia Mỹ, Thống đốc thứ 36 ở bang Massachusetts (mất 1918)
- 1847 - Ida Saxton McKinley, là người vợ gốc Mỹ của William McKinley, đệ nhất phu nhân thứ 25 của Hoa Kỳ (mất 1907)
- 1851 - Jacques-Arsène d'Arsonval, bác sĩ và là nhà vật lý người Pháp (mất 1940)
- 1852 - Guido Banti, bác sĩ Ý (mất 1925)
- 1854 - Douglas Cameron, chính trị gia Canada, Phó Thống đốc thứ 8 của Manitoba (mất 1921)
- 1855 - George Charles Haité, họa sĩ người Anh (mất 1924)
- 1859 - Smith Wigglesworth, nhà truyền bá người Anh (mất 1947)
- 1860 - Alicia Boole Stott, nhà toán học Ai-len gốc Anh (mất 1940)
- 1867 - Frank Lloyd Wright, kiến trúc sư người Mỹ, đã thiết kế Tháp Price và Fallingwater (mất 1959)
- 1872 - Jan Frans De Boever, họa sĩ Bỉ (mất năm 1949)
- 1875 - Ernst Enno, nhà thơ và tác giả người Estonia (mất 1934)
- 1885 - Karl Genzken, bác sĩ người Đức (mất 1957)
- 1895 - Santiago Bernabéu Yeste, cầu thủ bóng đá Tây Ban Nha (mất 1978)
- 1897 - John G. Bennett, nhà toán học và kỹ thuật viên người Anh (mất 1974)
- 1927 – Jerry Stiller, diễn viên người Mỹ (mất 2020)
- 1936 – Kenneth G. Wilson, nhà vật lý Mỹ, giải Nobel
- 1983 – Kim Clijsters, ngôi sao quần vợt người Bỉ
- 1984 - Javier Mascherano, cầu thủ bóng đá Argentina

## Mất
- 218 - Macrinus, Hoàng đế La Mã
- 632 - Muhammad, nhà tiên tri của Hồi giáo
- 1384 - Kanami, nam diễn viên Nhật (s. 1333)
- 1989 - Lưu Hữu Phước, nhạc sĩ Việt Nam (s. 1921)

## Ngày lễ và kỷ niệm
Ngày Đại Dương Thế Giới